# Irodion Iłojezierski
Irodion Iłojezierski, Irodion Nowogrodzki (zm. 28 września 1541) – święty mnich Rosyjskiego Kościoła Prawosławnego.
Był uczniem późniejszego świętego mnicha Korneliusza Komelskiego. Po jego śmierci opuścił Monaster Korniliewsko-Komelski i udał się w okolice Biełozierska, gdzie zamieszkał w pustelni, prowadząc surowy tryb życia, oparty na stałym poście. W jej sąsiedztwie wzniósł cerkiew Narodzenia Matki Bożej, przy której zaczął rozwijać się kolejny klasztor, Pustelnia Iłojezierska. Przed śmiercią mnich Irodiom przyjął śluby wielkiej schimy. Został pochowany we wzniesionej przez siebie na ten cel kaplicy na terenie monasteru. 
W 1653 archimandryta Monasteru Cyrylo-Biełozierskiego Mitrofan napisał jego żywot z polecenie metropolity nowogrodzkiego Nikona, który już wcześniej słyszał o cudach, jakie miały dokonywać się za pośrednictwem mnicha Irodiona. W tym samym roku miała miejsce jego kanonizacja. Na miejscu jego kaplicy nagrobnej powstała cerkiew Narodzenia Matki Bożej z bocznym ołtarzem pod jego wezwaniem.